# 海崖芹属
海崖芹属（学名：Crithmum）是植物界伞形科下的一个属，该属下唯一的物种是海茴香。
海崖芹属主要分布在欧洲（北至不列颠群岛）、馬卡羅尼西亞、西亚和北非部分沿海地区，以及大西洋、地中海和黑海上的岛屿。